# Najla Riachi
Najla Riachi (arabisch نجلاء رياشي, DMG Naǧlāʾ Riyāšī; * 1961 in Khenchara, Gouvernement Libanonberg) ist eine libanesische Diplomatin. Seit September 2021 ist sie Staatsministerin für Verwaltungsentwicklung in der Regierung Nadschib Miqati.

## Leben und Wirken
Najla Riachi hat einen Abschluss in Politik- und Verwaltungswissenschaften sowie in Geschichte und Geographie, beide an der Université Saint-Joseph (USJ). Im Laufe ihrer beruflichen Karriere hat sie zahlreiche diplomatische Ämter eingenommen; von 1992 bis 2000 war sie Beraterin des Heiligen Stuhls und des Malteserordens. 2002/03 war sie als libanesische Konsulin in Istanbul und wurde dann im Juli 2003 zur Botschafterin befördert. Von 2007 bis 2017 war sie schließlich libanesische Gesandte beim Büro der Vereinten Nationen in Genf. Von Februar 2018 bis August 2020 war sie Protokolldirektorin im Außenministerium und Leiterin des Büros des Außenministers, das zunächst Gebran Bassil, nach dessen Rücktritt Nassif Hitti innehatte. Seit Mai 2021 war sie erneut als Botschafterin tätig. Najla Riachi ist die einzige Frau in Miqatis Kabinett und gehört der christlichen Bevölkerungsgruppe im Libanon an.